# ExoMars

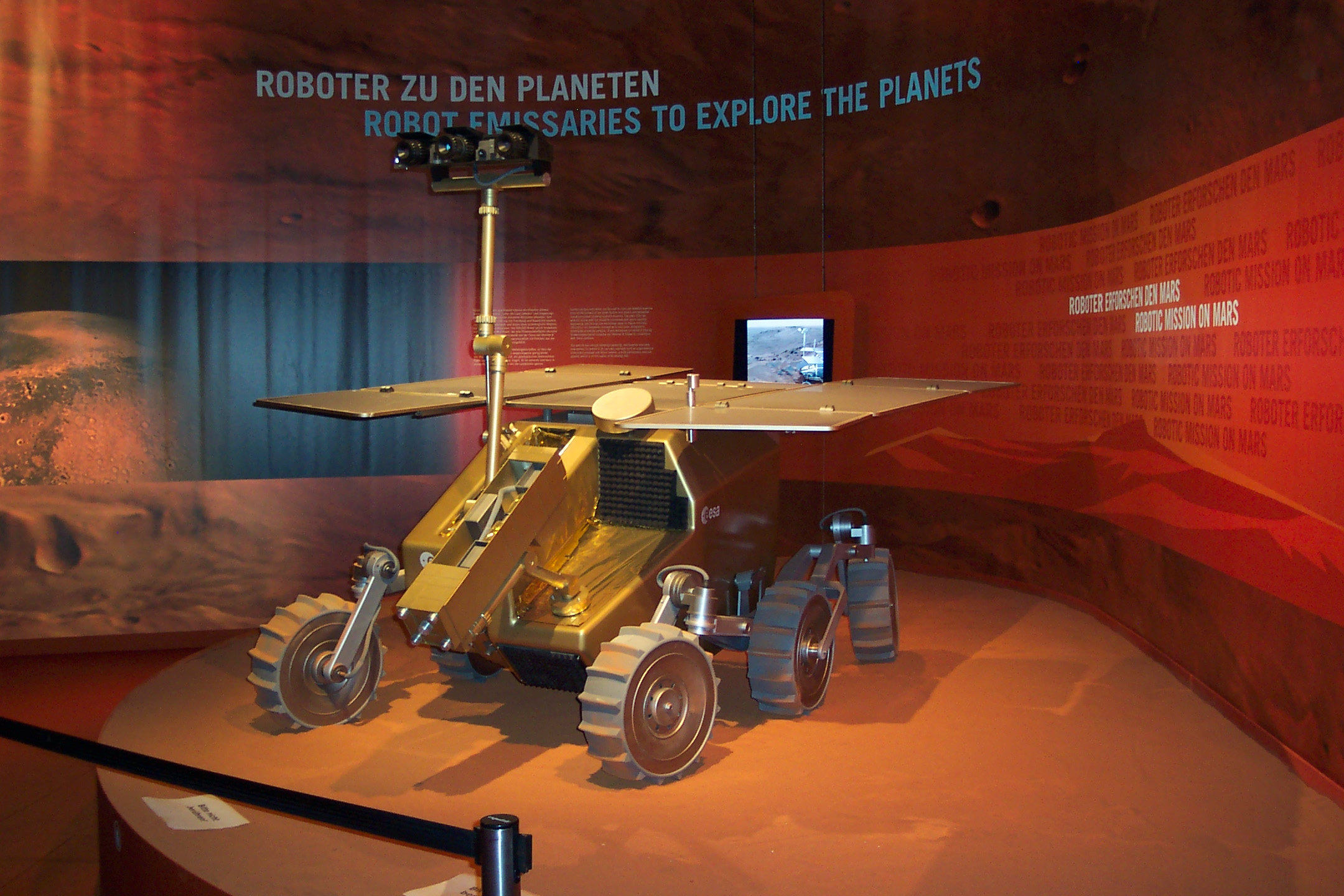
ExoMars

A missão ExoMars, desenvolvida pela Agência Espacial Europeia (ESA), visa investigar a possibilidade de vida em Marte. A missão é composta por dois principais componentes: o Trace Gas Orbiter (TGO), lançado em 2016, e o rover Rosalind Franklin, cuja data de lançamento está prevista para 2028. O TGO está em órbita de Marte desde 2016, realizando análises da atmosfera do planeta, especialmente em busca de gases como metano, que podem ser indicativos de atividade biológica ou geológica.
O módulo de aterrissagem Schiaparelli, que acompanhava o TGO, teve um resultado inesperado. Durante a tentativa de pouso em outubro de 2016, o módulo perdeu comunicação 50 segundos antes de tocar a superfície, resultando em um fracasso na missão. Apesar disso, os dados coletados durante a descida ajudaram a entender melhor as condições e desafios envolvidos no pouso em Marte.
A missão de 2028 incluirá o rover Rosalind Franklin, que será o primeiro rover da ESA a explorar o solo de Marte. O rover será equipado com um sistema de perfuração para coletar amostras até 2 metros abaixo da superfície do planeta.

## Instrumentos
De acordo com boletins divulgados pela ESA, chamados de Cartas Paster, são propostos os seguintes instrumentos de pesquisa, na Carta Paster número 4.

### Instrumentos panorâmicos
Estes instrumentos deverão ter uma ampla visão do que estiverem observando, inclusive sob o solo.
- Panoramic Camera System
- Infrared Spectrometer
- Ground-Penetrating Radar
- Permittivity Probe - Procurar abaixo da superfície por gelo e água.
- Neutron Scattering - Procurar abaixo da superfície por gelo e água.
- Radon Exhalation - Procurar abaixo da superfície por água.

### Instrumentos de contacto
Estes instrumentos deverão ser usados para estudar a superfície de solos e de  rochas por contato direto.
- Close-up Imager
- Mössbauer Spectrometer
- APXS Spectrometer
- Drill System

### Instrumentos de análise laboratorial
Estes instrumentos deverão ser colocados internamente dos módulo e deverão analisar amostras coletadas.
- Microscope
- Raman/LIBS
- Mars Organics Detector (MOD)
- GC-MS - Para pesquisar por moléculas orgânicas
- Life Marker Chip - Para detectar por bio-marcas de possível presença de vida em passado remoto
- Mars Oxidant Sensor (MOI)
- X-Ray Diffractometer (XRD) - Mineralogia

### Instrumentos para o meio-ambiente
Eles serão utilizados para o estudo do meio-ambiente de Marte.
- Ionising Radiation Sensor - Para medir partículas cósmicas e solares
- UV Spectrometer
- Dust Instrument Suite
- Environmental Package - Estudo meteorológico